# 1274
Cette page concerne l'année 1274  du calendrier julien. Pour l'année 1274 av. J.-C., voir 1274 av. J.-C.
L'année 1274 est une année commune qui commence un lundi.

## Événements
- 4 juillet : le pape Grégoire X reçoit à Lyon des ambassadeurs d'Abaqa[1]. Il tente en vain d'associer les Mongols de Perse et l'empereur byzantin Michel Paléologue à la croisade[2].
- 12 août[3] : après la mort de l'empereur Song de Chine Duzong, son ministre Jia Sidao met sur le trône un enfant de quatre ans, Gong[4].
- 20 novembre : première tentative infructueuse d'invasion du Japon par les Mongols : l'invasion est repoussée à Tsushima en partie par le typhon (kamikaze, ou vent des dieux).

- Le roi d’Éthiopie Yekouno Amlak demande par l’intermédiaire du souverain du Yémen un nouvel évêque au sultan d'Égypte Baybars[5], mais ce dernier refuse de lui donner satisfaction, car le souverain éthiopien fait la guerre aux princes musulmans établis à l’est de son royaume, en particulier le sultan d’Ifat, qui menace la province de Choa.
- La province du Yunnan, en Chine, est créée par la dynastie mongole des Yuan, quelques années après la chute du royaume de Dali, avec comme gouverneur Sayyid Ajall, originaire de Boukhara[4].

- À la mort du djaghataïde Togatemur, Qaïdu met Douwa, fils de Barak, sur le trône de Transoxiane (fin en 1306). Douwa soutient son suzerain dans ses prétentions au titre de grand khan[6].

### Europe

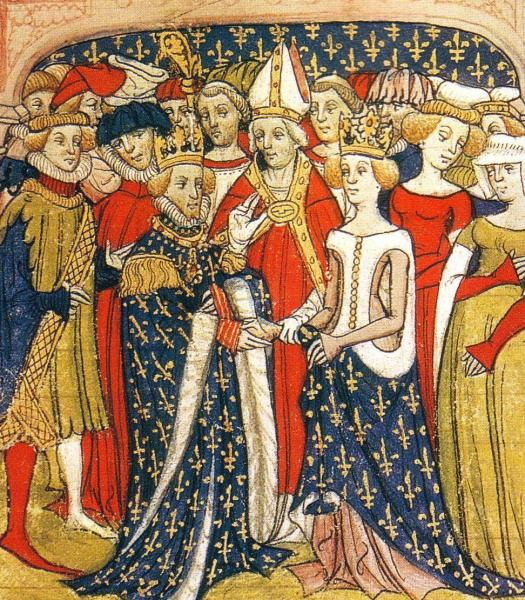
21 août : Philippe III le Hardi épouse Marie de Brabant

- 19 janvier[7] : le pape Grégoire X acquiert le Comtat Venaissin de Philippe III le Hardi.
- 23 février[8] : Mulhouse devient ville royale, propriété viagère du roi de Germanie
- Février : Carnaval de Paris. Première mention connue à Paris de la fête du Bœuf Gras[9].
- Avril : le roi de France remet définitivement le Comtat Venaissin au pape Grégoire X.

- 1er mai : rencontre de Dante avec Béatrice, jeune femme qu’il aime et qu’il exalte comme un symbole de la grâce divine dans la Vita Nuova et plus tard dans la Divine Comédie[10].

- 7 mai - 6 juillet : deuxième concile de Lyon[11]. Projet de reconquête de la Terre sainte. Le pape obtient la prise de croix des grands souverains d’Occident.
- 6 juin : le pape reconnaît par traité l'empereur Rodolphe Ier de Habsbourg qui assure à l'Église la possession des provinces du centre de l'Italie[12].
- 24 juin[13] : promulgation de la loi nationale norvégienne (Landslov) : Magnus Lagaböter fait entreprendre un important travail de codification. Les lois provinciales sont transcrites et examinées afin d’aboutir à l’établissement d’une législation nationale (fin en 1277).
- 29 juin, Lyon : union des Églises d’Orient et d’Occident[14]. Michel VIII Paléologue reconnaît la primauté romaine pour neutraliser la papauté et empêcher les projets orientaux de Charles Ier d'Anjou. Celui-ci, privé de l’appui du pape, doit conclure une trêve avec Byzance[15] qui en profite pour se renforcer en Albanie et en Morée tandis que d’actifs corsaires lui redonnent la maîtrise de la mer Égée.
- 7 juillet, Lyon : bulle Ubi periculum ; institution du conclave qui règlemente l'élection pontificale[1].
- 1er août : le pape autorise la levée de décimes sur le clergé en France (un dixième pour six ans)[1].
- 2 août[16], Douvres : Édouard Ier d'Angleterre rentre de Terre Sainte en Angleterre pour être couronné le 19 août à Westminster[17].
- 21 août : Philippe III le Hardi épouse Marie de Brabant.
- 27 septembre[18] : le pape confirme par lettre l'élection de l'empereur Rodolphe de Habsbourg.

- Philippe III le Hardi acquiert le comté de Nemours qu'il intègre au domaine royal[19].